# سوبک‌نخت (شاهدخت)
سوبک‌نخت (انگلیسی: Sobeknakht) شاهدختی در مصر باستان در اواخر دودمان دوازدهم مصر و اوایل دودمان سیزدهم مصر بود. او دختر پادشاهی ناشناس بود و بر روی یک تندیس مسی به همراه کودک شیرخواری که شاهزاده است، نشان داده شده است.

## زندگی‌نامه
سوبک‌نخت، دختر پادشاه، از منابع دیگری جز یک تندیس کوچک مسی شناخته شده نیست. مجسمه‌ها/تندیس‌های مسی به ویژه در دوران سلطنت آمنمحات سوم تا اوایل دودمان سیزدهم مصر، قبل از اینکه آشفتگی‌های سیاسی چنین آثار هنری را کمتر رایج کند، شناخته شده‌اند. ظاهراً، سوبک‌نخت دختر یک پادشاه ناشناس در این دوره و مادر یک شاهزاده ناشناس بوده است؛ بنابراین، ممکن است شوهرش نیز پادشاه بوده باشد. با این حال، این تندیس ممکن است پذیرای تفاسیر دیگری باشد.

## تندیس مسی سوبک‌نخت
تندیس مسی سوبک‌نخت، مهارت‌های زیادی را در طراحی و ساخت مجسمه‌های فلزی نشان می‌دهد. این تندیس، زنی را نشان می‌دهد که در حال شیر دادن به فرزند پسر خود است. این نوع صحنه ممکن است منعکس‌کننده ایسیس-هوروس و بعداً مریم-عیسی باشد، بنابراین ریشه‌های آن به پادشاهی میانه مصر باستان بازمی‌گردد. کتیبه به «زن اشراف‌زاده موروثی»، سوبک‌نخت، اشاره دارد. او مار کبرا-اورائوس به سر دارد که نشان می‌دهد او یک شاهدخت است. همچنین کودک به عنوان یک شاهزاده نشان داده شده است. این تندیس ممکن است به عنوان بزرگداشت یک تولد، نشانه‌ای از ارادت یک پادشاه حاکم به مادرش یا آرزوی کمک الهی برای باردار شدن به فرزندی که پادشاه مصر خواهد شد، تفسیر شود. این تندیس بخشی از مجموعه موزه بروکلین است.